# 神宮祭祀令
神宮祭祀令（じんぐうさいしれい、大正3年1月26日勅令第9号）は、戦前における伊勢神宮の祭祀に関する勅令。

## 概要
全7箇条からなる。神宮の祭祀を大祭、中祭および小祭に分ける。大祭は祈年祭、神御衣祭、月次祭、神嘗祭、新嘗祭、遷宮祭および臨時奉幣祭、中祭は日別朝夕大御神饌祭、歳旦祭、元始祭、紀元節祭、風日祈祭、天長節祭および明治節祭、小祭はこの他の祭祀である。ほかに祭式、斎戒、遷宮に属する諸祭設定に関する規定がある。
明治維新ののち、神宮祭祀の規定は1875年（明治8年）の神宮明治祭式のほか、1894年（明治27年）5月9日内務省訓第327号で神宮司庁に達せられたくらいであった。
1946年1月16日、官国幣社以下神社幣帛供進使及随員服制等廃止ノ件（昭和21年1月16日勅令第22号）により廃止された。